# Эрдоган, Реджеп Тайип
Редже́п Тайи́п Эрдога́н (тур. Recep Tayyip Erdoğan [reˈdʒep taːˈjip ˈerdoː.an]; род. 26 февраля 1954, Стамбул) — турецкий государственный и политический деятель, действующий лидер Турции с 14 марта 2003 года (12-й президент Турции с 28 августа 2014 года, до этого — премьер-министр). Ранее он занимал пост мэра Стамбула с 1994 по 1998 год. Основатель правящей Партии справедливости и развития (ПСР).
После получения диплома по менеджменту в Университете Мармара Эрдоган присоединился к турецкому исламистскому движению и начал свою политическую карьеру. На выборах мэра Стамбула в 1994 году Эрдоган одержал победу как кандидат от Партии благоденствия. На посту мэра он провёл значительные изменения в городе, включая его очистку и озеленение. Позже его лишили должности, запретили занимать политические посты и заключили в тюрьму на четыре месяца за «разжигание религиозной ненависти» из-за того, что он читал стихотворение Зии Гёкальпа. Впоследствии Эрдоган отказался от открытой исламистской политики, основав в 2001 году Партию справедливости и развития, которая победила на выборах 2002 года. Поскольку Эрдогану по-прежнему технически запрещалось занимать свой пост, соучредитель партии Абдулла Гюль вместо него стал премьер-министром, а позже отменил запрет. После победы на дополнительных выборах в Сиирте в 2003 году Эрдоган сменил Гюля на посту премьер-министра. ПСР одержала победу на выборах в 2007 и 2011 годах.
Став премьер-министром Турции, Эрдоган начал проводить реформы с целью преобразования парламентской республики в президентскую, а также начала переговоров о вступлении в Европейский союз. Эрдоган называл себя консервативным демократом и во время своего правления продвигал социально-консервативную и популистскую политику. Его идеологию называют эрдоганизмом. За первое десятилетие его правления экономика Турции процветала, ВВП рос на 8 % в год, а доходы на душу населения увеличились почти втрое благодаря либеральной экономической политике и перспективам евроинтеграции. Однако правительство Эрдогана оставалось противоречивым из-за тесных связей с Фетхуллахом Гюленом и его движением, вместе с которым ПСР обвиняли в организации чисток против светских бюрократов и военных офицеров. В конце 2012 года Турция начала мирные переговоры с Рабочей партией Курдистана, чтобы положить конец курдско-турецкому конфликту. Перемирие сорвалось в 2015 году, что привело к новой эскалации конфликта. Внешняя политика Эрдогана также привела к вмешательству Турции в гражданскую войну в Сирии.
В последние годы правления Эрдогана Турция столкнулась с растущим авторитаризмом, отступлением от демократии и коррупцией, а также экспансионизмом, цензурой и запретом партий или инакомыслия. В связи с антиправительственными протестами 2013 года правительство ввело растущую цензуру в отношении прессы и социальных сетей. Это, наряду с другими факторами, затормозило переговоры о вступлении Турции в ЕС. В 2013 году коррупционный скандал на сумму 100 млн долларов привёл к арестам близких соратников Эрдогана. Политик одержал победу на первых всенародных выборах президента Турции 10 августа 2014 года. Неудачная попытка военного переворота в 2016 году привела к ухудшению отношений с Гюленом, чисткам, объявлению «Движения Гюлена» террористической организацией и введению в стране чрезвычайного положения, которое продолжалось до 2018 года.
Сначала полномочия Эрдогана как президента были ограниченными, но в 2017 году был проведён референдум, который увеличил власть главы государства и упразднил пост премьер-министра (эти изменения формально вступили в силу после парламентских выборов 2018 года). Турция окончательно стала авторитарным государством, где президент контролирует правительство, избирательную комиссию, суды, полицию и армию. В 2018 году был вновь избран президентом на досрочных выборах в Турции.
Во втором десятилетии правления Эрдогана рост турецкой экономики замедлился, ВВП на душу населения перестал расти, и цены начали стремительно повышаться. За годы своего правления Реджеп Эрдоган по оценкам Би-би-си превратил Турцию в исламское государство, отменив запрет на ношение платков и хиджабов, а также превратив музей и бывший византийский собор в мечеть Айя-София. Эрдоган высказывался против феминизма, гендерного равенства, предлагал ввести уголовное наказание за супружескую неверность и призывал мусульман отказаться от планирования семьи. Президент начал вмешиваться в кредитную политику Центрального банка, что привело в 2018 году к экономическому кризису, падению уровня жизни и значительному снижению популярности Эрдогана, что, по общему мнению, способствовало результатам местных выборов 2019 года, на которых ПСР впервые за 15 лет уступила власть в крупных городах оппозиционным партиям.
На президентских выборах 2023 года, впервые прошедших в два тура, вновь одержал победу, набрав 52 % голосов и опередив кандидата от объединённой оппозиции.

## Биография

### Молодые годы
Реджеп Тайип Эрдоган родился 26 февраля 1954 года в квартале Касымпаша стамбульского района Бейоглу в грузинской-лазской семье работника береговой охраны на черноморском побережье. Его семья с годовалым Реджепом перебралась из Стамбула в ил Ризе и вернулась обратно, когда Эрдогану было 13 лет. В августе 2003 года, во время своего визита в Грузию, Эрдоган якобы рассказал о своём аджарском происхождении и о том, что его семья мигрировала в Ризе из Батуми. Но в августе 2014 года Эрдоган в резкой форме опроверг в телевизионном интервью какое-либо своё аджарское или армянское происхождение. Подростком он торговал лимонадом и булочками на небезопасных улицах города. В 1965 году Эрдоган окончил начальную школу Пийале Паша, а в 1973 году религиозный лицей имамов-хатыбов в Стамбуле. Диплом получил, сдав выпускные экзамены в лицее Эйюп.
В молодости Эрдоган был полупрофессиональным футболистом местного клуба. «Фенербахче» хотел подписать Реджепа, но отец воспрепятствовал этому. Стадион футбольного клуба «Касымпаша» назван в честь него.
В 1976 году он стал председателем молодёжной ячейки Партии национального спасения в стамбульском районе Бейоглу, а затем в том же году возглавил и молодёжное отделение партии в Стамбуле. В это время (в 1978 году) он женился на Эмине Гюльбаран. До 1980 года Эрдоган работал в стамбульских транспортных организациях. 12 сентября 1980 года в стране произошёл военный переворот и все политические партии были запрещены. В том же году начальник Эрдогана в городском совете транспорта, полковник в отставке, приказал ему сбрить усы, но Реджеп отказался это сделать и был в результате этого уволен с работы. После военного переворота Эрдоган работал менеджером в частном секторе. В 1981 году он окончил факультет экономики и коммерческих наук Университета Мармара.

### Начало политической карьеры
В 1984 году Реджеп Тайип Эрдоган стал председателем отделения Партии благоденствия в Бейоглу, а в 1985 году — председателем стамбульского отделения партии, а также членом высшего руководящего совета партии. На его политические взгляды оказал большое влияние основатель «политического ислама» Неджметтин Эрбакан.
В 1994 году был избран мэром Стамбула. В 1996 году Партия благоденствия участвовала в правящей исламской коалиции, но после военного переворота 1997 года она была запрещена.
В том же году в Сиирте Эрдоган прочёл поэму, написанную Зией Гёкальпом, пантюркистом, действовавшим в начале XX века. В версии поэмы, которую прочёл Эрдоган, присутствовали строки: «Мечети — наши казармы, купола — наши шлемы, минареты — наши штыки и верные — наши солдаты», эти строки отсутствовали в оригинальной версии. По словам Эрдогана, прочитанная им версия поэмы была одобрена министерством образования и напечатана в книгах. Он был признан виновным в нарушении статьи 312 УК Турции «подстрекательство к насилию и религиозной или расовой ненависти» и приговорён к десятимесячному тюремному сроку. Эрдоган подал апелляцию о замене тюремного срока денежным штрафом. Ему было отказано, но срок был сокращён до 120 дней. Эрдоган находился в тюрьме с 24 марта по 27 июля 1999 года. Из-за этого дела он был вынужден уйти с поста мэра. Также Эрдогану было запрещено заниматься политической деятельностью, и он не смог принять участие в парламентских выборах.

### На посту премьер-министра
В июле 2001 года Эрдоган учредил Партию справедливости и развития, которая победила на парламентских выборах в ноябре 2002 года. Сначала наличие судимости помешало Эрдогану стать премьер-министром, но после американо-британского вторжения в Ирак весной 2003 года турецкая элита, ориентирующаяся на США, дала согласие на изменение законов, и Эрдоган возглавил правительство (в 2002—2003 годах правительство возглавлял ставленник Эрдогана Абдулла Гюль). Турция приняла решение ввести войска на север Ирака, где проживают курды. Эрдоган является сторонником вхождения Турции в Евросоюз.
В 2005 году поддержал Альянс цивилизаций, инициативу премьер-министра Испании Хосе Луиса Родригеса Сапатеро, направленную на уменьшение трений между западным и исламским мирами.
В 2009 году участвовал во Всемирном экономическом форуме в Давосе, где подверг резкой критике президента Шимона Переса, защищавшего позицию Израиля при проведении в Секторе Газа операции «Литой свинец».
В июле 2009 года во время участия в саммите большой восьмёрки в Аквиле резко осудил Китай за подавление уйгурской демонстрации в г. Урумчи, используя сильные выражения:
 «Против уйгуров был практически совершён геноцид»

30 сентября 2012 года премьер-министр Турции Реджеп Тайип Эрдоган заявил, что его Партия справедливости и развития стала примером для подражания для всех мусульман на съезде этой консервативной исламской партии. Эрдоган переизбран лидером правящей партии.

### На посту президента
10 августа 2014 года Эрдоган победил на первых в стране прямых выборах Президента, вступил в должность 28 августа 2014 года. Новым премьер-министром после ухода Эрдогана стал министр иностранных дел Турции Ахмет Давутоглу, который 21 августа был избран лидером правящей Партии справедливости и развития. Первый зарубежный визит в качестве президента нанёс в Турецкую Республику Северного Кипра.
Профессор Дэвид Гребер в январе 2016 года отмечает, что «за последние 3-4 года в стране произошёл резкий сдвиг в сторону авторитаризма… Складывается впечатление, что Эрдоган добивается смены формы правления на президентскую, при которой он будет де-факто диктатором и сможет прочно закрепить свою власть. Об этом говорят многие в Турции».

#### Попытка военного переворота в Турции (2016) и последующие события
С 15 по 16 июля 2016 года в Турции часть турецких военных совершила попытку государственного переворота, которая окончилась неудачей. В организации переворота Эрдоган обвинил живущего в США проповедника Гюлена. В ходе переворота Эрдоган едва избежал гибели от рук путчистов в Мармарисе, откуда он успел незадолго до штурма отеля вылететь в Стамбул, погибли двое его охранников. Всего в ходе мятежа погибли 238 человек, ещё 3 тысячи получили ранения.
После провала путча в Турции начались масштабные «чистки» среди госслужащих, журналистов, в судебной системе, армии, полиции, сфере образования. В марте 2018 года был опубликован доклад Управления Верховного комиссара ООН по правам человека, в котором указывается, что многократное продление чрезвычайного положения в Турции привело к серьёзным нарушениям прав человека сотен тысяч людей: от произвольного лишения права на трудоустройство и свободу передвижения до пыток и иных видов ненадлежащего обращения, произвольных задержаний и нарушений права на свободу ассоциаций и выражения мнений. Почти 160 000 человек были арестованы в ходе 18-месячного чрезвычайного положения; 152 000 государственных служащих были уволены. Уволенные лица потеряли социальные льготы, медицинскую страховку, а часто и жильё. Турецкие власти поместили под стражу около 100 беременных или только что родивших женщин, главным образом, на том основании, что они являлись пособниками своих мужей, которых подозревают в связях с террористическими организациями. Некоторые из них были помещены под стражу со своими детьми. Около 300 журналистов были арестованы на основании их публикаций, в которых якобы содержатся «оправдания терроризма» или иные «словесные нарушения», либо по обвинениям в членстве в террористических организациях. Более 100 тыс. веб-сайтов были заблокированы в 2017 году, включая большое число веб-сайтов с прокурдской позицией и сайтов спутниковых ТВ-каналов. Доклад также документирует применение пыток и ненадлежащее обращение под стражей, включая сильные избиения, угрозы сексуального насилия и фактическое сексуальное насилие, использование электрошокера и погружения в воду со стороны полиции, жандармерии, военной полиции и сил безопасности.
После подавления путча Эрдоган стал настаивать на восстановлении в Турции смертной казни, что вызвало конфликт с Евросоюзом, утрату перспектив членства в ЕС, а также отмены безвизового режима между ЕС и Турцией.
16 апреля 2017 года в Турции состоялся конституционный референдум, на который выносился вопрос об одобрении 18 поправок к Конституции Турции. Поправки предусматривали переход к президентской республике и соответствующее укрепление президентской власти, а также увеличение числа депутатов парламента и реформирование Верховного совета судей и прокуроров. По итогам референдума за внесение поправок высказалось более 51 % процента электората.
Поправки должны были вступить в силу после новых президентских и парламентских выборов, которые были запланированы на 3 ноября 2019 года, однако 18 апреля 2018 года Эрдоган назначил досрочные президентские и парламентские выборы в стране на 24 июня 2018 года.
В июне 2018 года в Турции прошли досрочные президентские и парламентские выборы. На президентских выборах вновь победил Эрдоган, набрав 52,59 % голосов, на парламентских выборах большинство вновь получила ПСР.
18 августа 2018 года в ходе 6-го съезда правящей Партии справедливости и развития в Анкаре с поддержкой 1380 делегатов его переизбрали главой партии.
Во втором десятилетии правления Эрдогана рост турецкой экономики замедлился, ВВП на душу населения перестал расти, и цены начали стремительно повышаться. За годы своего правления Реджеп Эрдоган превратил Турцию в исламское государство, отменив запрет на ношение платков и хиджабов, а также превратив византийский собор в мечеть Айя-София. Эрдоган высказывался против феминизма, гендерного равенства, предлагал ввести уголовное наказание за супружескую неверность и призывал мусульман отказаться от планирования семьи. Президент начал вмешиваться в кредитную политику Центрального банка, что привело в 2018 году к экономическому кризису, падению уровня жизни и значительному снижению популярности Эрдогана, что, по общему мнению, способствовало результатам местных выборов 2019 года, на которых ПСР впервые за 15 лет уступила власть в крупных городах оппозиционным партиям.
Президентские выборы в мае 2023 года прошли в два тура. Первый тур состоялся 14 мая в рамках всеобщих выборов 2023 года вместе с парламентскими выборами, которые состоялись в тот же день. Второй тур президентских выборов прошёл 28 мая. В первом туре действующий президент Эрдоган (с 49,52 % голосов) не смог набрать большинства голосов (необходимые 50 %), поэтому 28 мая был проведён второй тур между ним и занявшим второе место Кемалем Кылычдароглу (44,88 % голосов). Во втором туре выборов Эрдоган победил, набрав 52,18 % голосов. Это первые президентские выборы в Турции, которые прошли в два тура.

#### Курдский конфликт
В 2009 году Эрдоган объявил, что у него имеются планы по прекращению турецко-курдского конфликта, который продолжается с 1980-х годов и в ходе которого погибли десятки тысяч человек. Согласно этому плану, поддержанному Евросоюзом, будут расширена сфера использования курдского языка. Например, его можно будет использовать в СМИ и в ходе политических кампаний. Также будут возвращены курдские названия ранее переименованным на турецкий манер городам. 23 ноября 2011 года, выступая на телевидении, Эрдоган принёс извинения за Дерсимскую резню — массовое убийство, совершённое в 1930-х годах, в ходе которого турецкими войсками были убиты десятки тысяч курдов-заза и алевитов.

Эрдоган использовал мусульманское видение нации, основанное на общих религиозных ценностях, которые должны объединить курдов и турок под общей национальной идентичностью. Во время исторического визита в Диярбакыр лидера автономного регионального правительства Курдистана (КРГ) Северного Ирака Масуда Барзани, Эрдоган раскрыл, что он имеет в виду под «нацией»:
«Отторжение, отрицание и ассимиляция закончились с нашим правительством. Я могу назвать турка турком, курда курдом, лаза „моим братом лазом“. Мы одна нация со всеми этими различиями. В этом понятии, в понятии нации есть турки, курды, лазы, черкесы; один народ целиком. И, братья мои, у этой нации только один флаг. Один флаг… Нам не нужны другие флаги… Я люблю вас всех ради Бога, а не за то, что вы турок, курд или лаз или тот или иной. Я люблю вас именно потому, что Бог, сотворивший меня, создал и вас.» (16 ноября, 2013 г.)

#### Экономика

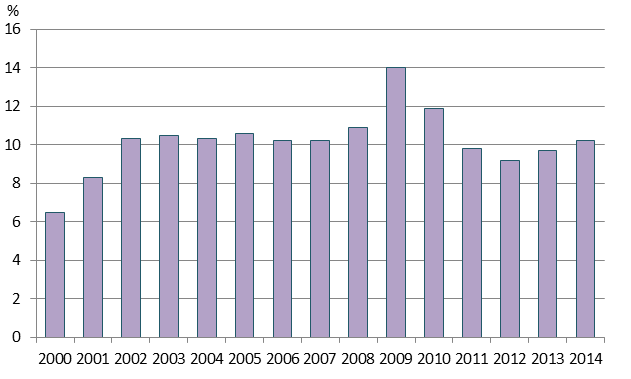
Уровень безработицы в Турции в 2000—2014 годах

В 2002 году Эрдогану в наследство досталась турецкая экономика, только начинавшая оправляться от рецессии, последовавшей за реформами Кемаля Дервиша. Эрдоган поддержал министра финансов Али Бабаджана в обеспечении макроэкономической политики. Эрдоган стремился привлечь в страну множество иностранных инвесторов. Инвестиции в турецкую экономику между 2002 и 2012 годами вызвали рост реального ВВП на 64 % и увеличение ВВП на душу населения на 43 %. Публично декларировались значительно большие цифры, в которых не учитывалась инфляция американского доллара в период с 2002 по 2012 год.

#### Образование
Эрдоган увеличил бюджет Министерства образования с 7,5 миллиарда лир в 2002 году до 34 миллиардов лир в 2011 году, что составило наибольшую долю национального бюджета, предоставленную одному министерству. Срок обязательного образования был увеличен с восьми лет до двенадцати. В 2003 году турецкое правительство, вместе с ЮНИСЕФ, начало кампанию под названием «Школа для девочек!» (тур. Haydi Kızlar Okula!). Целью этой кампании было ликвидировать гендерной разрыв в зачислении в начальную школу путём предоставления качественного базового образования для всех девочек, особенно в юго-восточной Турции.
В 2005 году парламент Турции предоставил амнистию студентам, отчисленным из вузов до 2003 года. Амнистия применялась к студентам, уволенным по академическим или дисциплинарным основаниям. В 2004 году учебники стали бесплатными, а с 2008 в каждой провинции в Турции есть свой университет. За время пребывания Эрдогана на посту премьер-министра количество университетов в Турции увеличилось почти в два раза: с 98 в 2002 году до 186 в октябре 2012 года.

#### Внешняя политика

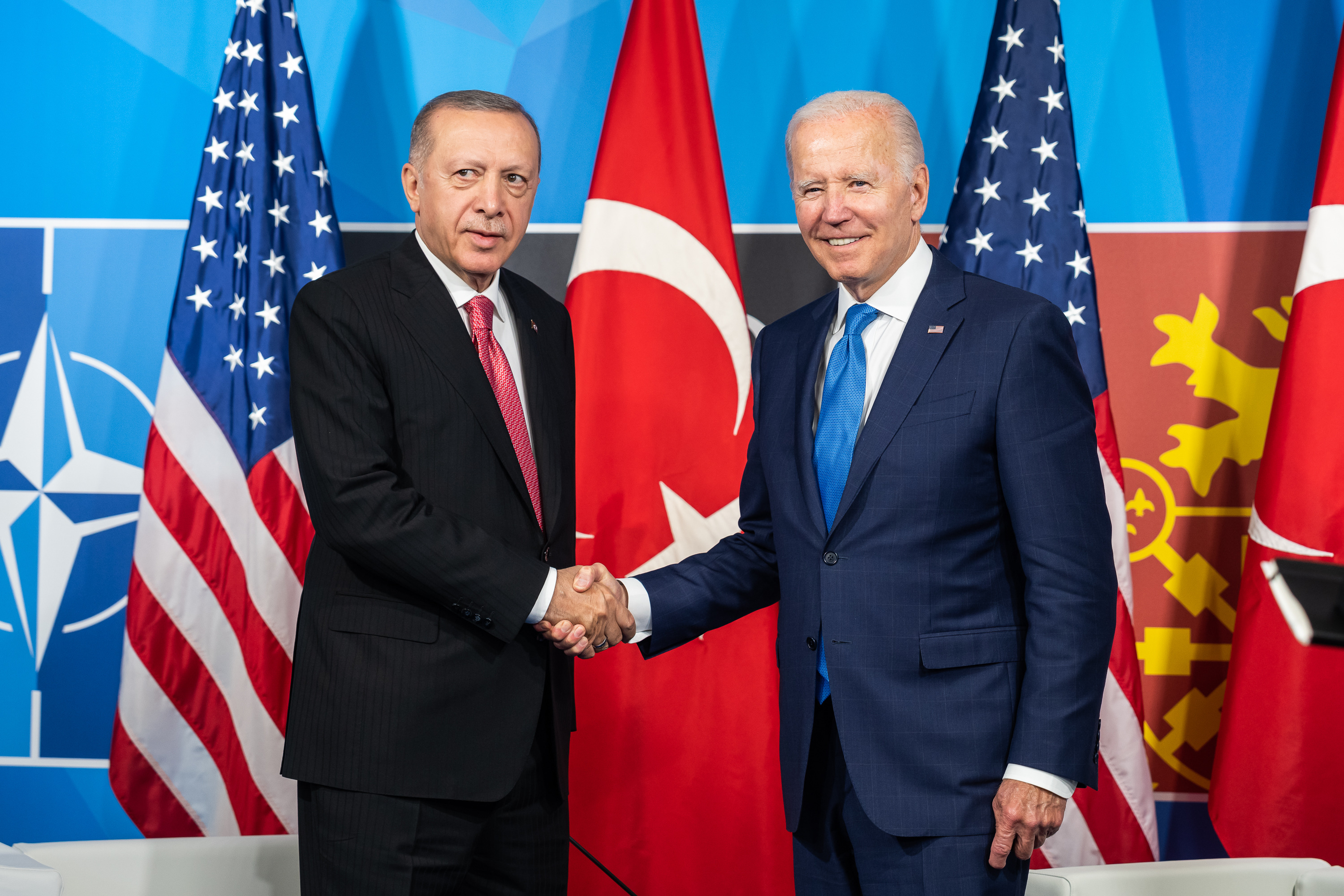
Эрдоган и Джо Байден жмут друг другу руки на саммите НАТО в Мадриде, 29 июня 2022

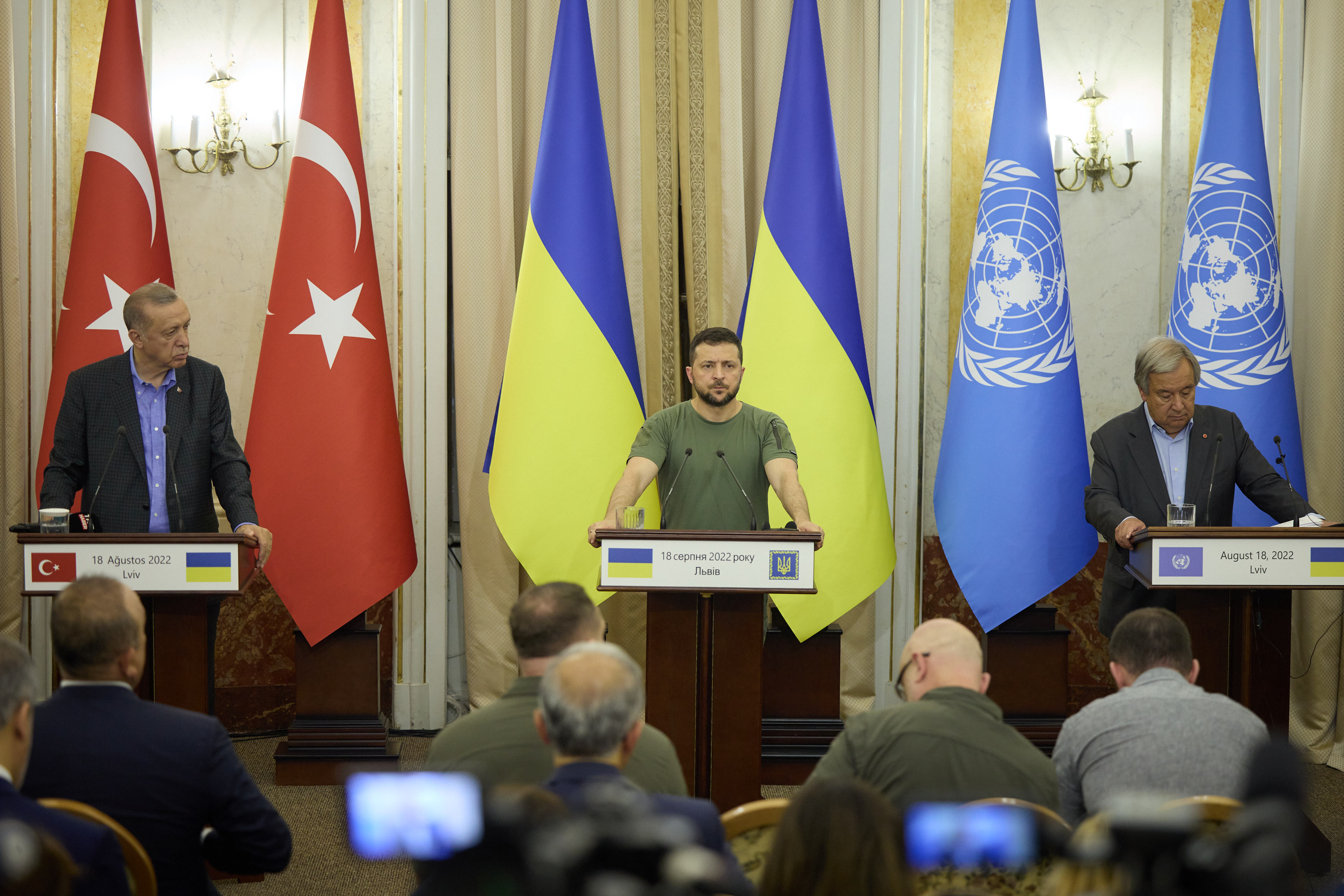
Эрдоган, Владимир Зеленский и Антониу Гутерриш, Львов, Украина, 18 сентября 2022

Эрдоган является одним из основателей «Альянса цивилизаций». Инициативу по его созданию предложил премьер-министр Испании Хосе Луис Родригес Сапатеро на 59-й Генеральной Ассамблее Организации Объединённых Наций в 2005 году. Цель инициативы — активизация международных действий против экстремизма посредством налаживания межнационального, межкультурного и межрелигиозного диалога и взаимодействия. Альянс обращает особое внимание на уменьшение трений между западным и исламским мирами.

#### Европейский союз

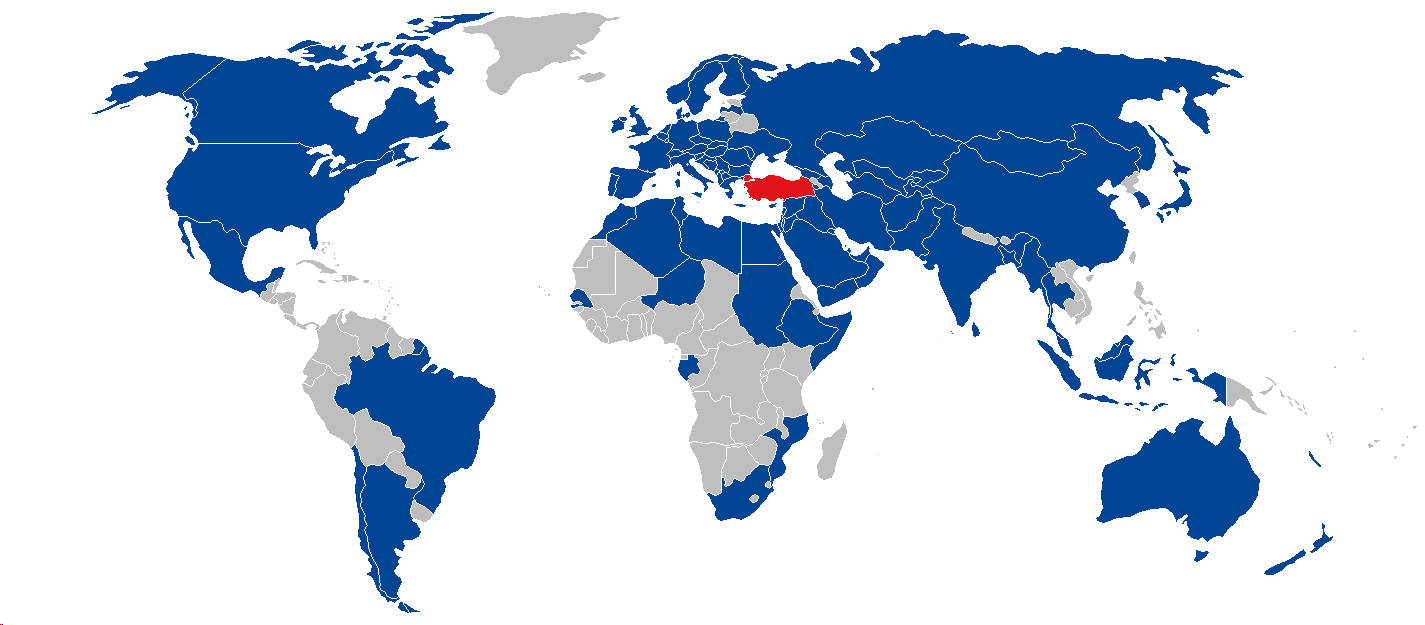
Страны, которые посетил Эрдоган в должности премьер-министра

Газета European Voice назвала Эрдогана «европейцем 2004 года» за реформы, проводимые в его стране 3 октября 2005 года начались официальные переговоры по вступлению Турции в ЕС. Переговоры о возможном членстве Турции в ЕС были заморожены в 2009 и 2010 годах, когда турецкие порты были закрыты для судов Кипра. Кроме того, соблюдение основных прав и свобод остаётся проблемой Турции, препятствующей вступлению в ЕС.

#### Россия

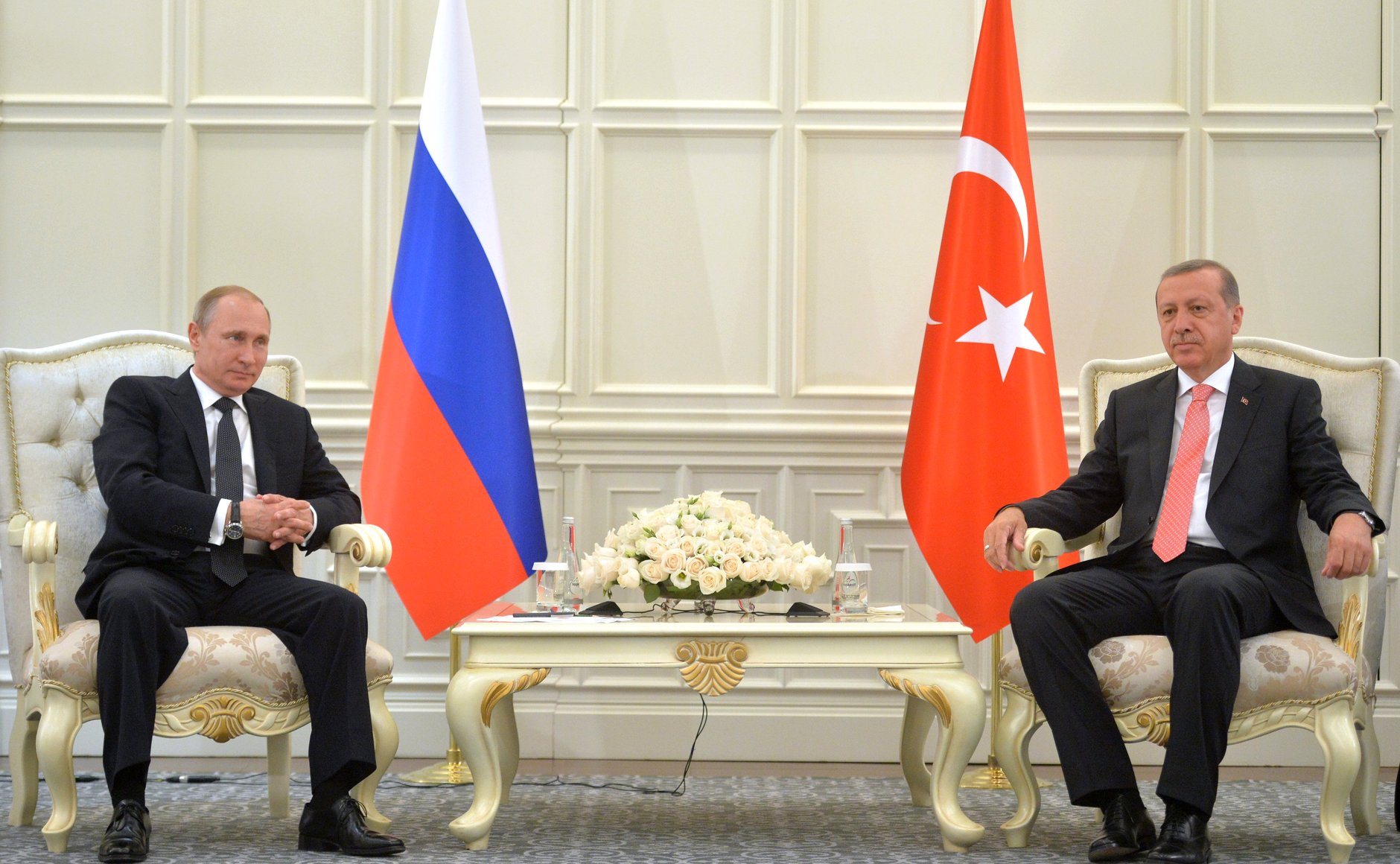
Президент Турции Эрдоган и президент России Владимир Путин на встрече в Баку, 13 июня 2015 года

В течение столетий Турция и Россия были конкурентами за доминирующее положение в Черноморском регионе. В начале XXI века во взаимоотношениях двух стран преобладал принцип кооперации. В 2002 году товарооборот между Турцией и Россией превысил 5 миллиардов долларов США. К концу 2011 года эти показатели увеличились до 32 миллиардов долларов США.
В декабре 2004 года президент России Владимир Путин совершил визит в Турцию. Это было первым президентским визитом в истории современных русско-турецких отношений. Предыдущий визит был нанесён Председателем Президиума Верховного Совета СССР Николаем Подгорным в 1972 году.
В ноябре 2005 года Путин посетил торжественное открытие совместно построенного газопровода «Голубой поток» в Турции.
После череды визитов на высшем уровне на передний план вышли некоторые важные двусторонние проблемы. Обе страны рассматривают в качестве главной цели достижение «многоаспектной кооперации», особенно в областях энергетики, транспорта и армии.
12 мая 2010 года Анкара и Москва подписали 17 соглашений по развитию сотрудничества в энергетике и других областях, включая договоры о строительстве первой турецкой АЭС и поддержке предприятий, ответственных за нефтепровод, проходящий от Чёрного к Средиземному морю. Лидеры двух стран также подписали соглашение о безвизовом режиме для туристов. Туристы смогут пребывать в стране без визы до 60 дней.
Эрдоган неоднократно заявлял о «принципиальном» непризнании Аннексии Крыма Российской Федерацией. После начала военной операции России в Сирии отношения Турции и России ухудшились. 24 ноября 2015 года турецкий истребитель сбил российский Су-24 в небе над Сирией, при катапультировании погиб пилот Олег Пешков. После этого Россия ввела санкции в отношении Турции и отменила безвизовый режим. Реджеп Эрдоган заявил, что турецкое руководство не знало, чей самолёт был сбит в небе над севером Сирии. 27 июня 2016 года Эрдоган в послании президенту Путину выразил глубокие соболезнования в связи с гибелью пилота и принёс извинения его семье. Некоторые СМИ ошибочно трактуют этот эпизод как принесение официальных извинений за сбитие самолёта. После телефонного разговора Эрдогана и Путина российский лидер распорядился снять административные ограничения на посещение Турции туристами и возобновить сотрудничество в торгово-экономической сфере. В октябре 2019 года Эрдоган на встрече с Владимиром Путиным в Сочи подписали соглашение о создании «буферной зоны» на севере Сирии и совместном патрулировании сирийско-турецкой границы. В марте 2020 года на переговорах в Москве Эрдоган и Путин достигли соглашения о прекращении огня в сирийской провинции Идлиб после серии вооружённых столкновений между ВС Турции и ВС Сирии.
По мнению агентства Bloomberg, в августе 2022 года в «критический» момент для Эрдогана ему на помощь пришёл президент России Владимир Путин. В частности, под этим подразумевается частичный отказ от расчётах в долларах при импорте турецких товаров. Договоренность об этом была достигнута на встрече двух государств в Сочи. Как сообщает Bloomberg, данный отказ позволяет стабилизировать падающий курс местной лиры, а это — «огромное благо» для турецкого лидера, поскольку его рейтинг приблизился к рекордно низкому уровню, в то время когда до выборов осталось меньше года.
7 сентября 2022 года на встрече с президентом Сербии Александром Вучичем Реджеп Эрдоган осудил политику в отношении России. «Я открыто заявляю об ошибочности позиции Запада. Потому что налицо действия Запада, основанные на провоцировании сторон.» — заявил он, добавив о том, что поставляемое на Украину оружие является хламом. Эрдоган также затронул тему энергокризиса в Европе: «Россия прекратила поставки газа, а цены в Европе взлетели. Сейчас повсеместно ищут пути преодоления зимнего сезона. Почему же вы раньше не думали об этом? Ведь в руках у России важный ресурс». — заявил президент Турции.

#### Азербайджан
В сентябре 2023 года Азербайджан начал крупномасштабное военное наступление с целью отвоевать населённый армянами Нагорный Карабах. Выступая на Генеральной Ассамблее Организации Объединённых Наций, Эрдоган заявил: «Как все сейчас признают, Карабах является территорией Азербайджана. Навязывание другого статуса [региону] никогда не будет принято», и что «[Турция] поддерживает шаги, предпринимаемые Азербайджаном», с которым мы действуем сообща под девизом «одна нация, два государства», для защиты своей территориальной целостности. Эрдоган также встретился с президентом Азербайджана Ильхамом Алиевым в Нахичеванской Автономной Республике.

#### Израиль

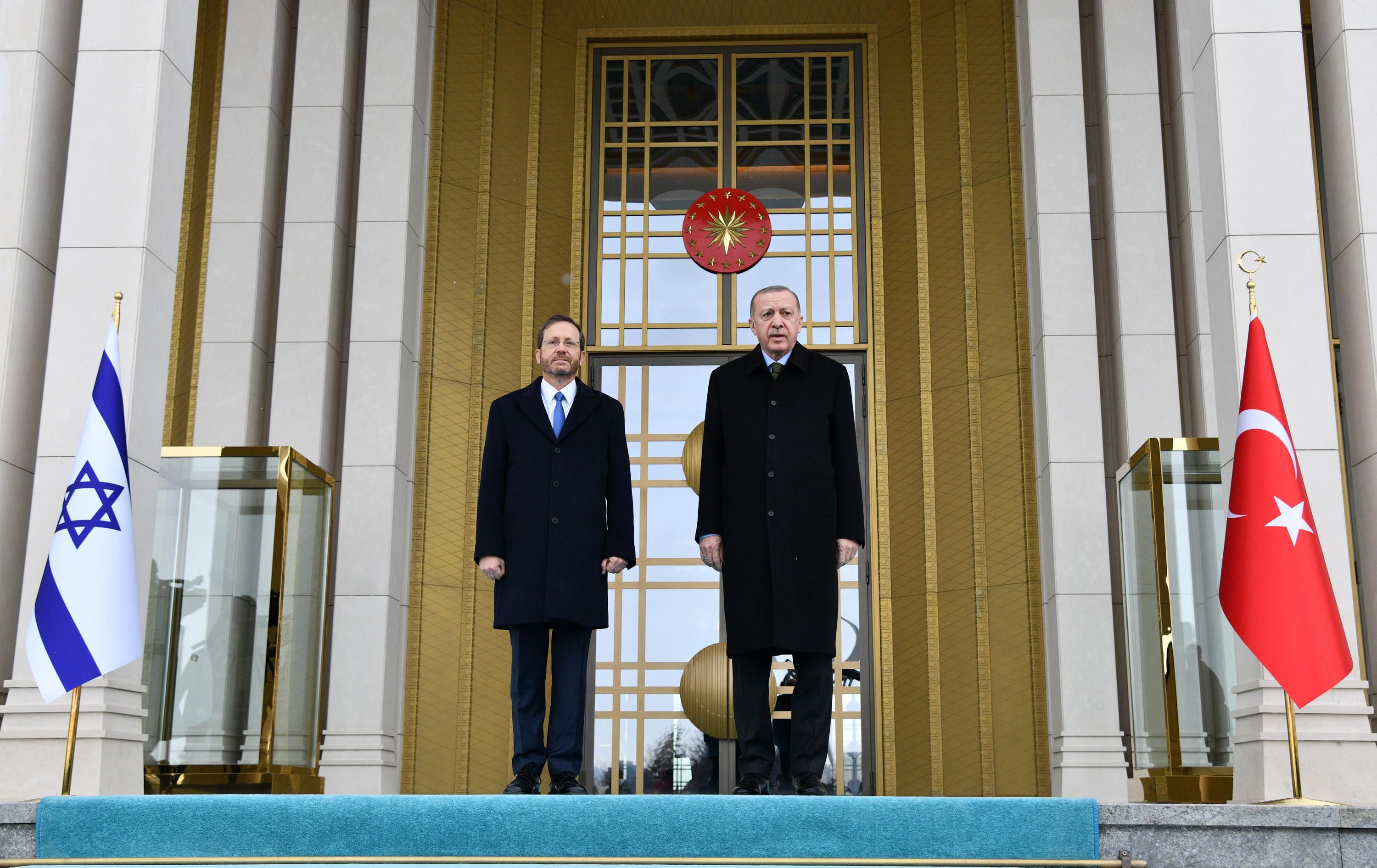
Эрдоган во время государственного визита президента Израиля Ицхака Герцога в Турцию в марте 2022 года

Отношения между Турцией и Израилем начали нормализовываться после того, как премьер-министр Израиля Нетаньяху официально принёс извинения за гибель девяти турецких активистов во время рейда флотилии в Газе. Однако в ответ на израильско—газовый конфликт 2014 года Эрдоган обвинил Израиль в том, что он «более варварский, чем Гитлер», и проводит «государственный терроризм» и «попытку геноцида» против палестинцев.
В декабре 2017 года президент Эрдоган выступил с предупреждением в адрес Дональда Трампа после того, как президент США признал Иерусалим столицей Израиля. Эрдоган заявил: «Иерусалим — это красная черта для мусульман», указав, что присвоение Иерусалиму статуса столицы Израиля оттолкнет палестинцев и других мусульман от города, подорвав надежды на будущую столицу Палестинского государства. Эрдоган назвал Израиль «террористическим государством». Нафтали Бенет отверг угрозы, заявив, что «Эрдоган не упускает возможности атаковать на Израиль».
В апреле 2019 года Эрдоган заявил, что Западный берег принадлежит палестинцам, после того как премьер-министр Израиля Биньямин Нетаньяху заявил, что аннексирует израильские поселения на оккупированных палестинских территориях, если он будет переизбран.
Эрдоган осудил мирное соглашение между Израилем и ОАЭ, заявив, что Турция рассматривает возможность приостановления или разрыва дипломатических отношений с Объединёнными Арабскими Эмиратами в ответ.
Отношения вернулись к норме с 2021 года, когда отношения между двумя странами начали улучшаться. В марте 2022 года президент Израиля Ицхак Герцог посетил Турцию, где встретился с Эрдоганом. Две страны договорились восстановить дипломатические отношения в августе 2022 года.
17 октября 2023 года Эрдоган обвинил Израиль в «нападении на больницу, в которой находятся женщины, дети и ни в чём не повинные гражданские лица». В реальности во двор больницы упала ракета, выпущенная группировкой Исламский джихад.
Эрдоган осудил израильские нападения в секторе Газа во время войны Израиля с ХАМАСОМ в 2023 году, заявив, что они являются нарушением прав человека, что привело к обвинениям в лицемерии, поскольку в то же время сама Турция подвергла жестоким бомбардировкам курдские районы, включая многие гражданские объекты. Эрдоган заявил, что бомбардировки Израилем и блокада сектора Газа в отместку за нападение ХАМАСА были непропорциональным ответом, равносильным «резне». 25 октября 2023 года Эрдоган заявил, что ХАМАС является не террористической организацией, а освободительной группировкой, борющейся за защиту палестинских земель и народа.

## Обвинения в поддержке терроризма
2 декабря 2015 года Министерство обороны РФ предъявило обвинения в том, что Реджеп Эрдоган и его семья вовлечены в незаконную добычу и перевозку в Турцию сирийской и иракской нефти, добываемой Исламским государством. Помимо этого, ведомство обвинило Эрдогана в продаже оружия и боеприпасов, а также в оказании финансовой поддержки террористам.
26 марта 2016 года в распоряжении Guardian оказалась расшифровка беседы иорданского короля Абдаллы II и американских парламентариев. Монарх рассказал, что «тот факт, что террористы направляются в Европу, является частью турецкой политики». Также король заявил, что Эрдоган «верит в то, что проблемы региона решаются методами радикального исламизма».

## Взгляды на геноцид армян и греков
Эрдоган множество раз заявлял, что Турция признает убийство полутора миллионов армян геноцидом только после того, как будет проведено расследование со стороны совместной турецко-армянской комиссии, в состав которой должны входить историки, археологи, политологи и другие эксперты.

В декабре 2008 года Эрдоган осудил кампанию турецкой интеллигенции «Простите нас», целью которой являлось привлечение внимания к замалчиваемой в Турции проблеме геноцида армян. Эрдоган заявил:
 «Я не понимаю и не поддерживаю эту кампанию. Мы не совершали преступления, так что нам не за что извиняться»

Подобную позицию Эрдоган занимает и в отношении геноцида понтийских греков. В мае 2006 года он осудил открытие в Салониках нового памятника, посвящённого сотням тысяч жертв этого преступления. 3 сентября 2022 года на митинге в турецком городе Самсун, говоря о напряжённости в отношениях с Грецией, Эрдоган заявил: 
«Эй, греки! Если вы не остановитесь, вам это дорого обойдётся. Для Греции у нас есть только одно предложение: не забывайте Измир!»

## Награды

### Награды иностранных государств
| Страна                          | Дата             | Награда                                                           | Награда                                                           | Литеры |
| ------------------------------- | ---------------- | ----------------------------------------------------------------- | ----------------------------------------------------------------- | ------ |
| Россия                          | 2006             | Медаль «В память 1000-летия Казани»                               | Медаль «В память 1000-летия Казани»                               |        |
| Управление мусульман Кавказа    | 21 февраля 2008  | Кавалер ордена «Шейх уль-ислам»                                   | Кавалер ордена «Шейх уль-ислам»                                   |        |
| Пакистан                        | 26 октября 2009  | Кавалер ордена Пакистана 1 класса                                 | Кавалер ордена Пакистана 1 класса                                 | NPk    |
| Косово                          | 4 ноября 2010    | Золотая медаль Независимости                                      | Золотая медаль Независимости                                      |        |
| Грузия                          | 18 мая 2010      | Кавалер ордена Золотого руна                                      | Кавалер ордена Золотого руна                                      |        |
| Нигер                           | 9 января 2011    | Кавалер Большого креста Национального ордена Нигера               | Кавалер Большого креста Национального ордена Нигера               |        |
| Кыргызстан                      | 28 января 2011   | Кавалер ордена «Данакер»                                          | Кавалер ордена «Данакер»                                          |        |
| Казахстан                       | 11 октября 2012  | Кавалер ордена Золотого орла                                      | Кавалер ордена Золотого орла                                      |        |
| Азербайджан                     | 2 сентября 2014  | Кавалер ордена Гейдара Алиева                                     | Кавалер ордена Гейдара Алиева                                     |        |
| Афганистан                      | 25 октября 2014  | Кавалер ордена «Гази Аманулла-Хан»                                | Кавалер ордена «Гази Аманулла-Хан»                                |        |
| Сомали                          | 25 января 2015   | Кавалер цепи ордена Звезды Сомали                                 | Кавалер цепи ордена Звезды Сомали                                 |        |
| Албания                         | 13 марта 2015    | Кавалер ордена Государственного флага Албании                     | Кавалер ордена Государственного флага Албании                     |        |
| Бельгия                         | 5 октября 2015   | Кавалер Большого креста ордена Леопольда I                        | Кавалер Большого креста ордена Леопольда I                        |        |
| Кот-д’Ивуар                     | 29 февраля 2016  | Кавалер Большого креста ордена заслуг Кот-д’Ивуар                 | Кавалер Большого креста ордена заслуг Кот-д’Ивуар                 |        |
| Гвинея                          | 3 марта 2016     | Кавалер Большого креста Национального ордена заслуг               | Кавалер Большого креста Национального ордена заслуг               |        |
| Мадагаскар                      | 25 января 2017   | Кавалер Большого креста 2 класса Национального ордена Мадагаскара | Кавалер Большого креста 2 класса Национального ордена Мадагаскара |        |
| Бахрейн                         | 20 февраля 2017  | Кавалер цепи ордена шейха Иса ибн Салман Аль Халифа               | Кавалер цепи ордена шейха Иса ибн Салман Аль Халифа               |        |
| Кувейт                          | 21 марта 2017    | Кавалер цепи ордена Мубарака Великого                             | Кавалер цепи ордена Мубарака Великого                             |        |
| Судан                           | 24 декабря 2017  | Кавалер цепи ордена Почёта                                        | Кавалер цепи ордена Почёта                                        |        |
| Тунис                           | 27 декабря 2017  | Кавалер Большой ленты ордена Республики                           | Кавалер Большой ленты ордена Республики                           |        |
| Сенегал                         | 1 марта 2018     | Кавалер Большого креста ордена Льва                               | Кавалер Большого креста ордена Льва                               |        |
| Мали                            | 2 марта 2018     | Большой крест Национального ордена Мали                           | Большой крест Национального ордена Мали                           |        |
| Молдова                         | 17 октября 2018  | Кавалер ордена Республики                                         | Кавалер ордена Республики                                         |        |
| Гагаузия                        | 19 октября 2018  | Кавалер ордена «Гагауз Ери»                                       | Кавалер ордена «Гагауз Ери»                                       |        |
| Парагвай                        | 2 декабря 2018   | Кавалер цепи ордена Заслуг                                        | Кавалер цепи ордена Заслуг                                        |        |
| Венесуэла                       | 3 декабря 2018   | Кавалер Большой ленты ордена Освободителя                         | Кавалер Большой ленты ордена Освободителя                         |        |
| Украина                         | 15 октября 2020  | Кавалер ордена князя Ярослава Мудрого I степени                   | Кавалер ордена князя Ярослава Мудрого I степени                   |        |
| Туркменистан                    | 29 ноября 2021   | Кавалер ордена «За вклад в развитие сотрудничества»               | Кавалер ордена «За вклад в развитие сотрудничества»               |        |
| Малайзия                        | 2022             | Кавалер ордена Короны Королевства                                 | Кавалер ордена Короны Королевства                                 | DMN    |
| Казахстан                       | 11 октября 2022  | Кавалер ордена «Достык» I степени                                 | Кавалер ордена «Достык» I степени                                 |        |
| Организация тюркских государств | 2022             | Высший орден Тюркского мира                                       | Высший орден Тюркского мира                                       |        |
| Узбекистан                      | 2022             | Кавалер ордена «Олий даражали Имом Бухорий»                       | Кавалер ордена «Олий даражали Имом Бухорий»                       |        |
| ОАЭ                             | 2023             | Орден Заида                                                       | Орден Заида                                                       |        |
| Туркменистан                    | 8 октября 2024   | Медаль Туркменистана «Magtymguly Pyragynyň 300 ýyllygyna»         | Медаль Туркменистана «Magtymguly Pyragynyň 300 ýyllygyna»         |        |
| Кыргызстан                      | 2024             | Кавалер ордена «Манас» I степени                                  | Кавалер ордена «Манас» I степени                                  |        |
| Оман                            | 28 ноября 2024 — | Орден Аль-Саид                                                    | Орден Аль-Саид                                                    |        |

В 2020 году Реджепу Эрдогану присвоили Шнобелевскую премию в области медицины «за использование пандемии COVID-19, чтобы научить мир тому, что политики имеют большее влияние на жизнь и смерть, чем учёные и врачи». Вместе с ним лауреатами названы президент России Владимир Путин, президент США Дональд Трамп, президент Беларуси Александр Лукашенко, президент Бразилии Жаир Болсонару, британский премьер-министр Борис Джонсон, президент Туркменистана Гурбангулы Бердымухамедов, президент Мексики Андрес Мануэль Лопес Обрадор.

## Почётные звания
| Страна       | Дата | Награда                                  | Награда                                  | Литеры |
| ------------ | ---- | ---------------------------------------- | ---------------------------------------- | ------ |
| Иран Тегеран | -    | Почётный гражданин Тегерана              | Почётный гражданин Тегерана              |        |
| Россия       | 2011 | Почётный доктор МГИМО                    | Почётный доктор МГИМО                    |        |
| Туркменистан | 2014 | Почётный профессор ИМО МИД Туркменистана | Почётный профессор ИМО МИД Туркменистана |        |
| Туркменистан | 2024 | Почётный старейшина Туркменистана        | Почётный старейшина Туркменистана        |        |

- В честь Эрдогана назван мультиспортивный стадион в Касымпаше — районе Стамбула.
- В 2004 году присвоена премия «Квадрига» с формулировкой «Мост уважения»[150].
- В 2010 году присвоена Международная премия короля Фейсала за служение исламу.
- В 2010 году присвоена Международная премия в области прав человека имени Каддафи.
- Почётный диплом Международного фонда по сотрудничеству и партнёрству Каспийское море — Чёрное море[151]
- Золотая медаль «Гейдар Алиев» (Общество чеченско-азербайджанской дружбы и сотрудничества)[152]

В конце декабря 2019 года британская газета Financial Times включила Эрдогана в опубликованный ей список из 50 человек, «определивших облик десятилетия».

## Комментарии
1. ↑  В 2001 году совместная турецко-армянская комиссия по примирению обратилась в «Международный центр по вопросам правосудия переходного периода» для независимого заключения, являются ли события 1915 года геноцидом. В начале 2003 года МЦППП представил заключение, что события 1915 года попадают под все определения геноцида и употребление этого термина полностью оправдано (см. International Center for Transitional Justice (ICTJ) Report Prepared for TARC. Дата обращения: 7 февраля 2012. Архивировано 5 декабря 2013 года.)